# Římskokatolická farnost Horní Němčí
Římskokatolická farnost Horní Němčí je územní společenství římských katolíků v děkanátu Uherský Brod s farním kostelem svatého Petra a Pavla.

## Historie farnosti
První písemná zmínka o obci pochází z roku 1358. První písemná zmínka o existenci kostela v obci pochází z roku 1554, ale má mnohem starší historii. V letech 1556 až 1620 byl nekatolickým. Ke zřízení lokálie došlo v Horním Němčí roku 1751.

## Duchovní správci
Roku 1751 ustanoven v Horním Němčí expozita nivnický. Od stejného roku je známý přehled duchovních správců. V roce 1784 pak byla zřízena lokální kuracie. V roce 1889 byla lokální kuracie povýšena na farnost.
Od července 2010 je administrátorem excurrendo R. D. Mgr. Petr Hofírek.

## Bohoslužby
Ve farnosti se konají pravidelně bohoslužby ve farním kostele – v neděli a ve čtvrtek.

## Aktivity farnosti
Na území farnosti se pravidelně koná tříkrálová sbírka. V roce 2017 se při ní vybralo 25 039 korun.